# Межа континентальна
Межа континентальна (рос. граница континентальная, англ. continental margin; нім. Kontinentalgrenze f) – ділянка землі, яка вкрита морем, від берегової лінії до глибоководної частини океану. 
М.к. включає 
- континентальний шельф,
- континентальний схил і
- континентальне підніжжя (підйом).